# アンミカ
アン ミカ（AHN MIKA、安美佳、1972年3月25日 - ）は、テンカラット所属の女性ファッションモデル。本名（韓国名）：アンミガ。
1990年、大阪府立住吉高等学校を卒業。フランス・パリへ渡り、1993年モデルとしてビューティビースト、アラカワシンイチロウなどのパリ・コレクション（パリコレ）に初参加した。2002年4月から1年間、韓国延世大学校韓国語学堂に留学。2009年韓国名誉広報大使となり、2012年アメリカ人の実業家と結婚。2013年初代大阪観光大使に就任した。
現在、モデル業のほか、テレビ・ラジオ出演、ジュエリー・ファッションデザイナー、化粧品プロデュース、エッセイ執筆や講演、シンガー女優業など、様々な方面で活動している。世界標準マナーのEPM プロトコールアドバイザーなど様々な美容関連の民間資格を持ち、それらを生かし活躍している。

## 人物
両親は大韓民国・済州島出身。
大阪市生野区・阿倍野区育ち。いずれも年子である5人兄弟（姉妹）の次女で、兄・姉・弟・妹がいる。
貧しい長屋で育ったことや、幼少期に口元にケガを負ったことがコンプレックスとなり引っ込み思案な時期もあった。また、実家が二度火事にあうなどの災難にも遭ったが、成長してからはそれらを乗り越えて明るい性格を取り戻し、活動的な学生時代を送る。学生時代は陸上部に所属し、早朝の新聞配達やパン店でのアルバイトなど、学業と並行して兄弟姉妹で助け合い、家計を支えていた。大阪府立住吉高等学校在学中（15歳時）に、コンプレックスを克服する教えをくれた実母が死去。これをバネとしてモデル事務所へ応募し、書類審査で落ちていたモデル事務所だったが、電話を掛けて対面で審査を受けるもまたも不合格、しかし、レッスン生にキャンセルが出たことで、アンミカが繰り上げ参加となった。
その後トップモデルを目指し高校卒業後に単身パリへ渡る。住吉高校が進学校だったため、親からは大学に行くものだと思われていたが、条件付きで認めてもらった。高校卒業後に初めて風呂のある家に住んだ。
18歳でイギリスのファッション誌『i-D』に写真が掲載されたことを契機に、1993年に20歳でパリコレクションへ初参加。以降は、日本・韓国を中心にファッションショー、広告、CM、映画などへ登場していた。アメリカのモデルエージェンシーに所属し活動、ヨーロッパのファッション誌でモデルを務める。"狂わせたいの"、“オーマイキー”等を手掛けた石橋義正監督の“バミリオン・プレジャー・ナイト”に出演。「主婦マニア」「演歌クッキング」等“AHN”の芸名で歌やダンスを披露している。

### モデル以外の仕事
実父が死去した際、両親の墓を建てるべく生まれ故郷の済州島へ、兄弟姉妹で初めて訪れた。それを機に自身のルーツをさらに探るべく、2002年（平成14年）4月から2003年3月まで、故郷・韓国の延世大学校韓国語学堂に留学。その後は、ANN MIKA名義で、エッセイの執筆、女性のための講演会の開催、トークショーへの出演など、活動の範囲をモデル業以外にも拡大している。『あん!』（毎日放送）や『4時です 上方倶楽部』（NHK大阪放送局）にキャスターで出演した。2004年頃から、在阪局制作の番組を中心に、テレビ番組でMC、コメンテーター、リポーターをたびたび担当。2009年には、韓国観光公社から「韓国観光名誉広報大使」に任命された。活動の拠点を地元・大阪から東京へ移した2010年以降も、阪南大学で特任教授を務めるなど、関西や韓国で活動する機会は変わらず多い。2013年より大阪観光局より初代の大阪観光大使に任命される。
大阪観光局が、大阪は「東京、京都のようなブランド力が足りない」として、知名度の向上へ米国ニューヨーク州観光局の「I Love New York」キャンペーンに倣い、「ASIAN GATEWAY OSAKA」を展開。そのCMに、アンが起用され、忍者姿で御堂筋や道頓堀のかに道楽、グリコ看板の前などを走り抜ける設定。中国やインドなどアジアなど30ケ国で放送された。
2012年2月14日オンエアのフジテレビ『歌うま女王は誰だ!?歌がうまい王座決定戦魂の大激突スペシャル』では、初出場で初優勝。両親が教会で聖歌を歌っていたため、コンプレックスだった低めの声を生かし、幼少期より歌に親しんでいたことも明かしている。これを機に、CMの名曲をカバーしたアルバム「Bittersweet Memories」で2012年にユニバーサルミュージックよりCDデビュー。2013年には伝統あるグレンミラーオーケストラに参加。名古屋、東京公演にて歌声を披露した。
2023年3月2日放送の『熱唱!ミリオンシンガー』（日本テレビ系）にて、歌唱した7曲すべてで合格点以上の得点を叩き出し、100万円を獲得した。
さらに、NARDアロマアドバイザー、ASIACT認定オーラソーマプラクティショナー、ジュニア・ベジタブル&フルーツマイスター、EPMプロトコールなど、10以上の民間資格を取得。その一方で、パリコレクションなどでの経験を基に、肩甲骨を締める運動で褐色脂肪細胞の燃焼効率を高める「肩甲骨ダイエット」を提唱している。この他に朝鮮料理店のプロデュース、QVCジャパンにて韓国化粧品「エスプリーナ」、ファッションブランド「アネラ☆リュクス」、ジュエリーブランド「Grossé（グロッセ）」、国内ファクトリーブランドバッグ「ペレボルサ」、ドライフルーツやナッツをセレクトした「VeanusBeauty8・VeanusHealthy8」などのプロデュースも手掛けている。
また、テレビアニメ『僕とロボコ』（テレビ東京系）では、自身を模したキャラクターである『アンミカ姉さん』役として声を担当している。
プライベートでは、過去にレギュラー出演していた『魔女たちの22時』（日本テレビ系）で国際的スパイと付き合ってしまった失敗談などを明かしていたが、2012年7月17日、制作会社エンパイア・エンターテインメント・ジャパン最高経営責任者（CEO）の米国人セオドール・ミラー（1971年生まれ）と結婚。ミカ・アン・ミラーとなる。セオドール・ミラーの兄は、米アカデミー賞受賞作品『マネーボール』や『カポーティ』監督の、ベネット・ミラーである。
『人志松本の酒のツマミになる話』で、物の何でも良いところを探すのが好きだというアンミカに「そのタオルも褒めれます？」と手元の白いタオルを褒めるよう求めると、アンミカは間髪入れずにこう切り出した。	
「白って200色あんねん」 これに出演者たちは身体をよじらせて爆笑し、脚光を浴びた。

### 健康問題
2022年7月4日、右手首の手術を受ける。約2年前から手首にある豆状骨が石灰化し、尖った石灰が腱や他の神経を刺激し、指にしびれや痛みが起こっていたことによるもの。同年8月15日、1回目の手術の術後の経過が思わしくないため再手術を受けたことを報告。

## 資格
- 珠算初段
- 硬筆書写技能検定3級
- 毛筆書写技能検定2級
- 秘書検定3級
- 漢字検定2級
- 英語検定3級
- 韓国語検定4級（数字が高いほどレベルが高い）
- マスコミ校正
- N.A.R.D.（フランス、ベルギー式医療系）アロマテラピーアドバイザー
- アシアクトオーラソーマレベル1
- アシアクトオーラソーマレベル2
- アシアクトオーラソーマレベル3・プラクティショナー
- ジュニアベジタブル&フルーツマイスター（野菜ソムリエ）
- EPMプロトコール・プロフェッショナルアドバイザー
- コスメコンシェルジュ
- 日本化粧品検定1級
- 漢方養生指導士
- 美容アドバイザー
- ベジタブルビューティーセルフアドバイザー
- ジュエリーコーディネーター検定試験3級

## 出演番組
太字は、2025年度現在出演中

### テレビ
《現在のレギュラー、MC.準レギュラー出演》
- 日本テレビ【DayDay.】火曜レギュラー 
- フジテレビ【トークィーンズ】レギュラー
- 読売テレビ【情報ライブ ミヤネ屋】レギュラー
- QVC JAPAN【esprina】

《◎MC 番組》
- MBS【サタデープラス】 MC
- NHKラジオ第1【アンミカ Teen‐ager 倶楽部】MC
- TOKYO MX【TOKYO 1weekストーリー】MC
- ABEMA 【GIRL or LADY】MC
-  NHK【ステータス】MC
- テレビ朝日【歌う昭和の名曲】MC
- 日本テレビ【ポシュレ通販の女王ゼヒモノスペシャル】MC
- 日本テレビ【〇〇妻】MC

《準レギュラー》
- TBS【熱狂マニアさん!】
- テレビ東京【何を隠そうソレが!】
- 関西テレビ【ドッとコネクト】
- 日本テレビ【ヒルナンデス】コーナーレギュラー
  - 火「激安コーデバトル」
  - 金「超ポジティブショッピング」

-  NHKEテレ【ニャンミカのエクササイズ】コーナー
-  NHK総合テレビ【激突！メシあがれ〜自作グルメ頂上決戦】応援団長

### ラジオ
- 『くにまるジャパン』（文化放送）アンミカビューティフルデイズ 毎週火曜日
- 『AHN MIKAのインナービューティー』（ラジオ大阪）パーソナリティー
- 『女性サロン』（ラジオ大阪）
- 『チョアヨ!韓国』（MBSラジオ）高校の後輩・八木早希と共演
- 『フラワーアフタヌーン』（FM802）
- 『VOLVO CROSSING LOUNGE』（2019年10月4日 - 2021年12月24日、J-WAVE） - ナビゲーター[17][18]
- 『ラジオ深夜便』（2022年8月30日、NHKラジオ第1）
- 『今日のアンミカ』（2023年3月13日 - 24日、ラジオNIKKEI）
- 『あさこ・佳代子の大人なラジオ女子会』（2023年4月27日、NHKラジオ第1）
- 『ナイツ ザ・ラジオショー』（2023年7月18日、ニッポン放送）
- 『ANA WORLD AIR CURRENT』（2023年9月2日、J-WAVE）
- 『パンサー向井の＃ふらっと』（2023年9月4日、TBSラジオ）
- 『アンミカ Teen-ager倶楽部』（2024年5月11日・7月13日・10月5日 - 、NHKラジオ第1） - 2024年10月より土曜第1週・第2週のレギュラー放送

## ドラマ
- 許さないという暴力について考えろ（2017年12月26日、NHK総合）
- 99.9-刑事専門弁護士-SEASONⅡ 第7話（2018年3月4日、TBSテレビ） - 満里恵 役
- デイジー・ラック 第4話（2018年5月11日、NHK総合） - 占い師 役
- Heaven? 第5話（2019年8月6日、TBSテレビ） - クレーム客 役
- シリーズ横溝正史短編集II「金田一耕助踊る！」華やかな野獣（2020年1月25日、NHK BSプレミアム） -  吉岡監察医 役
- ザ・モキュメンタリーズ 〜カメラがとらえた架空世界〜 第7話「冷凍睡眠ビジネスの闇」（2021年5月31日、WOWOWプライム） - 本人 役[19][20]
- 警視庁・捜査一課長 season5 第4話（2021年5月6日、テレビ朝日） - 蓬田明日香 役[21]
- オー!マイ・ボス!恋は別冊で  第8話（2021年3月2日、TBSテレビ） - 本人 役
- WOWOWオリジナルドラマ 椅子 第8話「椅子を取りに行く」（2022年7月15日、WOWOW）[22]
- 悪女（わる）〜働くのがカッコ悪いなんて誰が言った?〜 第3話（2022年4月27日、日本テレビ） - アンミカ（本人） 役[23]
- 俺の可愛いはもうすぐ消費期限!? 第4話（2022年5月7日、テレビ朝日） - アンミカ（本人） 役[24]
- オールドルーキー 第1話（2022年6月26日、TBSテレビ）- RIO 役[25]
- 三千円の使いかた（2023年1月7日 - 2月25日、東海テレビ・フジテレビ） - 黒船スーコ 役[26]
- ワタシってサバサバしてるから（2023年1月9日 - 2月9日、NHK総合） - お魚さん 役
- 夕暮れに、手をつなぐ 第9話（2023年3月14日、TBSテレビ） - 淀橋美代 役[27]
- トリリオンゲーム 第3話（2023年7月28日、TBSテレビ） - 客 役[28]
- 婚活1000本ノック 第5話（2024年2月14日、フジテレビ） - 森まつ毛 / 森歌子 役
- 『となりのナースエイド』Huluオリジナルストーリー『個室のナースエイド』 第1話（2024年2月28日、Hulu） - 本人 役
- イップス 第8話（2024年5月31日、フジテレビ） - 南条理沙 役[29]
- イグナイト -法の無法者- 第3話（2025年5月2日、TBS） - 高山恭子 役[30]

## アニメ
- 僕とロボコ 第27話（2023年6月12日、テレビ東京） - アンミカ姉さん（本人） 役[31]

## 広告・CM
- 『Amazonプライム・ビデオ』夏のおすすめ5作品
- 『KiBERA』
- 『生活総合サービス』ていねい通販「高麗美人」
- 『東急スポーツオアシス』
- 『g.u.』
- 『アメリカンホーム・ダイレクト』
- 『丸井』
- 『キヤノン』
- 『ユニクロ』ストレッチパンツ
- 『ナイキ』NIKE WOMAN'S キャンペーン
- 『サントリー』BOSS
- 『NTT』
- 『P&Gジャパン』パンテーン smile
- 『トクホンA』
- 『日本コカ・コーラ』ダイエット コカ・コーラ
- 『ヴィダル・サスーン』
- 『ライフカード』
- 『Sisley』
- 『エクスコムグローバル』イモトのWiFi
- 『CHINTAI』Woman.CHINTAI篇 / ぺやさがし篇 (2021年1月4日 -) - 生見愛瑠と共演[32]
- 『アテックス』-ルルド シェイプアップボード & ルルドスタイル EMSシートプラス
- 『ボルボ・カー・ジャパン』 - アンバサダー
- 『KiBERA』 - イメージキャラクター
- 『ロッテ』-チョコパイ クールチョコパイ プレゼンテーター
- 『LEC』クリンぱトイレクリーナー
- 『キンライサー』 - ダチョウ倶楽部と共演
- 『ジュエリーコーディネーター』 - アンバサダー
- 『トラストライン』 - ミカホワイト
- 『レキットベンキーザー・ジャパン』 - ヴィート・ブランドイメージアンバサダー
- 『スシロー』 - カフェ部（2022年1月 - ）
- 『キリンホールディングス』-氷結 無糖 レモン
- 『ほけんの窓口』
- 『アリエールジェルボール』-P&G
- 『JINS』
- 『Samantha Beauty Readey』-サマンサグローバル
- 『サントリー炭酸統合キャンペーン』-サントリー
- 『google Pixel』-グーグル合同会社
- 『モンスターストライク』-mixi
- 『大阪来てな！キャンペーン大使』
- 『どん兵衛』-日清
- 『Bigenシリーズ 』-ホーユー株式会社
- 『にしたんクリニック』[33]
- 『ミラブル』-株式会社サイエンス

## 出演映画
- 『THE COLOR OF LIFE』（2002年公開、監督：石橋義正） - ANN名義で「スターシップ・レジデンス」「Dr.フェロー」に出演
- 『パッチギ! LOVE&PEACE』（2007年公開、監督：井筒和幸）
- 『おとななじみ』（2023年5月12日公開、監督：髙橋洋人） - 蝶子 役[34]
- 『ババンババンバンバンパイア』（2025年7月4日公開予定、監督：浜崎慎治） - 凄腕バンパイアハンター 役[35]

## 出演舞台
- ミュージカル『シンデレラストーリー』（2022年9月6日 - 19日、日本青年館、愛知・福岡・大阪） - 魔法使い 役[36]

## 出演PV
- UA「ミルクティー」（1998年）
- 矢沢永吉「THE TRUTH」（2000年）
- DJ OZMA「純情 〜スンジョン〜」（2006年）

## 著書
- 『ポジティブ手帳2025:365日、アン ミカ思考で幸運体質!』  小学館 2024年9月27日
- 『スーパーポジティブ日めくりカレンダー 今日もアン ミカ』 講談社 2024年6月11日
- 『ポジティブ手帳2024:365日、アン ミカ思考で幸運体質!』  小学館 2023年10月3日
- 『Let's Do アンミカ アン ミカのポジティブ相談室』 講談社  2023年7月2日
- 『ポジティブ手帳2023:365日、アン ミカ思考で幸運体質!』  小学館 2022年9月29日
- 『ポジティブ手帳2022:365日、アン ミカ思考で幸運体質!』  小学館  2021年9月29日
- 『幸せの選択力』 だいわ文庫 2021年6月12日
- 『ポジティブ日めくりカレンダー 毎日アン ミカ』 講談社 2021年3月24日
- 『アン ミカ流 ポジティブ脳の作り方 365日毎日幸せに過ごすために』 宝島社 2019年3月7日
- 『アン ミカのポジティブ美容事典』 宝島社 2017年2月
- 『人の心をつかむ愛されエチケット57』 双葉社 2015年10月21日 [37]
- 『幸せの選択力』 大和書房 2015年1月
- 『幸せの握力』 双葉社 2014年4月
- 『アンミカの韓国美容旅バイブル』 角川マガジンズ 2011年10月
- 『アンミカのRelax Diet』 主婦の友社 2009年11月
- 『肩甲骨美人ダイエット』 グラフ社 2009年11月

## 連載
- アン ミカの食楽養生連載（PHPからだスマイル）2021年6月号 -2022年5月号
- アン ミカを作った言葉連載（FRaU[WEB]）2021年3月 -
- アン ミカ流 セカンドステージ学連載（mi-mollet）2020年5月 -
- 7色コラムの水曜日連載（デイリースポーツ）2013年10月 - 2014年4月

## グッズ
- 『アン ミカ監修 白キューブ』2023年9月30日発売
- 『アン ミカ アクリルスタンド』2023年10月6日発売
- 『アン ミカ監修 白キューブ2』2024年4月28日発売

## 音楽
- Bittersweet Memories-AHN MIKA Acoustic Cover Collection-（ユニバーサルミュージック）2012年11月7日
- 『アンミカーニバル』（2023年7月2日発売)
- 『神様の言うとおり』（2024年8月17日発売)

## 受賞歴
- 第33回 日本ジュエリーベストドレッサー賞 40代部門[38]
- 第5回 ベストフォーマルウェアアワード Evening Dress Queen[39]
- 第6回 ベストフォーマルウェアアワード Evening Dress Queen[40]